# Avenue des Nations-Unies (El Jadida)
Pour les articles homonymes, voir Avenue des Nations-Unies (homonymie).
 (novembre 2017).
Si vous disposez d'ouvrages ou d'articles de référence ou si vous connaissez des sites web de qualité traitant du thème abordé ici, merci de compléter l'article en donnant les références utiles à sa vérifiabilité et en les liant à la section « Notes et références ».
 (novembre 2017).
L'avenue des Nations-Unies est une avenue d'El Jadida, longue de 7 km.